# タミコ・ジョーンズ
タミコ・ジョーンズ（Tamiko Jones、本名：バーバラ・タミコ・ファーガソン、1945年 - ）は、アメリカの歌手。彼女の最も成功したレコードは、1975年の「Touch Me Baby (Reaching Out For Your Love)」である。

## 略歴
バーバラ・タミコ・ファーガソンはウェストバージニア州カイル生まれで、日本人、イギリス人、チェロキー族の血を引いている。ミドルネームのタミコは日本人由来である。デトロイトで育ち、1961年にクラブでプロ・デビューを果たした。ジャズ風のポップ・ソングを歌うことからキャリアをスタートさせた。シンプルにタミコ名義で初めてリリースしたレコード「Is It A Sin?」は、1963年にチェッカー・レコードから発売された。アトコ・レーベルに移籍し、1964年にタミコ名義で「Rhapsody」を録音した。
1966年までにゴールデン・ワールド・レーベルに移籍し「I'm Spellbound」を録音。次にアトランティック・レコードに移籍し、1967年に「Boy You're Growing On Me」を含む数枚のシングルをリリースした。同年、ジャズ・フルート奏者のハービー・マンとアルバム『男と女』も録音している。1960年代には、いくつかの映画にエキストラとして出演した。
1967年8月、マンとのアルバム発売後、彼女はジミー・ウィズナーの新レーベル、ディセンバー・レコードと契約。ウィズナーは『男と女』の多くの曲で編曲と指揮を担当し、その結果、1968年2月にアルバム『Tamiko』が発売された。
1968年、ポリオで入院した後、彼女は歌手のソロモン・バークと出会い、2人でいくつかのデュエットを録音した。ジョーンズはバークの婚約者兼マネージャーとなり、クリーデンス・クリアウォーター・リバイバルのヒット・シングル「Proud Mary」のカバーを共同プロデュースした。
彼女はまた、アーティ・バトラーが編曲し、クリード・テイラーがプロデュースしたアルバム『アイル・ビー・エニシング・フォー・ユー』を録音した。これは当時、A&Mレコードの傘下だった彼のレーベル、CTIのために録音された。全曲が短く、ラジオ形式で、2枚のシングル「Ya Ya / Goodnight My Love」と「Goodnight, My Love / Please Return Your Love To Me」が生まれた。アルバムのレコーディング・セッションは、2つのスタジオで行われた。6月にはソロモン・バークと共にサム・フィリップスのフィリップス・レコーディング・スタジオで、9月にはヴァン・ゲルダー・スタジオで行われている。
1969年、彼女のアルバム『サムシング (In Muscle Shoals)』が、メトロメディア・レーベルから発売された。
1970年代初頭、彼女はラスベガスでの公演で演奏活動を再開したが、これがあまりにも過酷だったため、ジョーンズはニューヨークへと戻った。1971年、彼女はピアニスト兼指揮者のフランク・オーエンズとレインボー・ルームでの共演を始めた。
彼女の最初のヒット曲であり、最も成功したレコードは、ジョニー・ブリストルが作曲し、アリスタ・レコードから発売された「Touch Me Baby (Reaching Out For Your Love)」で、1975年にビルボード・R&Bチャートで12位、全米ポップ・チャートで60位に達した。その次の「Just You and Me」は、R&Bチャートで78位に達した。彼女はアルバム『ラヴ・トリップ』もリリースした。
1976年、シングル「愛のディスコ・ベイビー (Let It Flow)」（R&Bで76位）が、イギリスの雑誌『Blues & Soul』の創刊者兼編集者でもあったジョン・アビーが所有するコンテンポ・レーベルからリリースされた。彼女とアビーは、1977年にジョージア州アトランタで結婚した。
1977年、アトランティス・レーベルからのアルバム『愛のディスコ・ベイビー (Cloudy)』は、R&Bチャートで92位にランクインし、1979年にはブラス・コンストラクションのランディ・ミュラーが作詞作曲しポリドール・レーベルからリリースした「Can't Live Without Your Love」の彼女のバージョン「愛のシングル」が同チャートで70位に達した。彼女の最後のR&Bチャート・ヒットはスートラ・レーベルで録音されたマーヴィン・ゲイの「I Want You」のカバー・バージョンで、1986年に81位になった。1990年代初頭、タミコはスモーキー・ロビンソンのマネージャーとして働いていた。
2008年、「Can't Live Without Your Love」はビデオゲーム『グランド・セフト・オートIV』のサウンドトラックに採用された。
ジョーンズのボーカル曲は今日でも人気があり、定期的にリミックスや編集が行われている。2024年4月、1976年のアルバム『愛のディスコ・ベイビー (Cloudy)』に収録されている曲「Let It Flow」がDisco Dandiesによってリミックスされ、High Fashion Musicレーベルからリリースされた。

## ディスコグラフィ

### リーダー・アルバム
- 『男と女』 - A Mann & A Woman (1967年、Atlantic) ※with ハービー・マン
- Tamiko (1968年、December)
- 『アイル・ビー・エニシング・フォー・ユー』 - I'll Be Anything For You (1968年、CTI)
- 『サムシング』 - In Muscle Shoals (1969年、Metromedia)
- 『ラヴ・トリップ』 - Love Trip (1975年、Arista)
- 『愛のディスコ・ベイビー』 - Cloudy (1976年、Atlantis)

### コンピレーション・アルバム
- 『愛のシングル - ベスト・オブ・タミコ・ジョーンズ』 - Can't Live Without Your Love (1981年、Victor)

### シングル
- "A Man and a Woman" (1966年)
- "Touch Me Baby (Reaching Out for Your Love)" (1975年)
- "Just You and Me" (1975年)
- 「愛のディスコ・ベイビー」 - "Let It Flow" (1976年)
- "Cloudy" (1977年)
- 「愛のシングル」 - "Can't Live Without Your Love" (1979年)
- "I Want You" (1986年)

### 参加アルバム
ハービー・マン
- 『ビート・ゴーズ・オン』 - The Beat Goes On (1967年、Atlantic)